# Olympische Sommerspiele 1932/Rudern – Vierer mit Steuermann
Die Ruderregatta im Vierer mit Steuermann bei den Olympischen Sommerspielen 1932 wurde vom 10. bis 13. August im Long Beach Marine Stadium ausgetragen.

## Ergebnisse

### Halbfinale

#### Halbfinale 1
| Rang | Nation          | Athleten                                                                                              | Zeit       | Qualifiziert für |
| ---- | --------------- | --- | ---------- | ---------------- |
| 1    | Italien         | Riccardo Divora Bruno Parovel Giovanni Plazzer Bruno Vattovaz Giovanni Scher (Steuermann)             | 7:06,0 min | Finale           |
| 2    | Deutsches Reich | Hans Eller Horst Hoeck Walter Meyer Joachim Spremberg Carlheinz Neumann (Steuermann)                  | 7:09,2 min | Hoffnungslauf    |
| 3    | Neuseeland      | Somers Cox Noel Pope Charles Saunders John Solomon Delmont Gullery (Steuermann)                       | 7:19,6 min | Hoffnungslauf    |
| 4    | Brasilien       | João Francisco de Castro Durval Lima Osório Pereira Olivério Popovitch Américo Fernandes (Steuermann) | 7:29,4 min |                  |

#### Halbfinale 2
| Rang | Nation             | Athleten                                                                                    | Zeit       | Qualifiziert für |
| ---- | ------------------ | ------------------------------------------------------------------------------------------- | ---------- | ---------------- |
| 1    | Polen              | Jerzy Braun Edward Kobyliński Janusz Ślązak Stanisław Urban Jerzy Skolimowski (Steuermann)  | 7:04,2 min | Finale           |
| 2    | Vereinigte Staaten | Francis English Harry Grossmiller Charles Drueding Edward Marshall Thomas Mack (Steuermann) | 7:06,0 min | Hoffnungslauf    |
| 3    | Japan              | Rokuro Takahashi Norio Ban Umetaro Shibata Daikichi Suzuki Shokichi Nanba (Steuermann)      | 7:16,8 min | Hoffnungslauf    |

### Hoffnungslauf
| Rang | Nation             | Athleten                                                                                    | Zeit       | Qualifiziert für |
| ---- | ------------------ | ------------------------------------------------------------------------------------------- | ---------- | ---------------- |
| 1    | Neuseeland         | Somers Cox Noel Pope Charles Saunders John Solomon Delmont Gullery (Steuermann)             | 7:38,2 min | Finale           |
| 2    | Deutsches Reich    | Hans Eller Horst Hoeck Walter Meyer Joachim Spremberg Carlheinz Neumann (Steuermann)        | 7:38,8 min | Finale           |
| 3    | Vereinigte Staaten | Francis English Harry Grossmiller Charles Drueding Edward Marshall Thomas Mack (Steuermann) | 7:41,6 min |                  |
| 4    | Japan              | Rokuro Takahashi Norio Ban Umetaro Shibata Daikichi Suzuki Shokichi Nanba (Steuermann)      | 7:47,0 min |                  |

### Finale
| Rang | Nation          | Athleten                                                                                  | Zeit       |
| ---- | --------------- | ----------------------------------------------------------------------------------------- | ---------- |
| 1    | Deutsches Reich | Hans Eller Horst Hoeck Walter Meyer Joachim Spremberg Carlheinz Neumann (Steuermann)      | 7:19,0 min |
| 2    | Italien         | Riccardo Divora Bruno Parovel Giovanni Plazzer Bruno Vattovaz Giovanni Scher (Steuermann) | 7:19,2 min |
| 3    | Polen           | Jerzy Braun Edward Kobyliński Janusz Ślązak Stanisław Urban Jerzy Skolimowski             | 7:26,8 min |
| 4    | Neuseeland      | Somers Cox Noel Pope Charles Saunders John Solomon Delmont Gullery (Steuermann)           | 7:32,4 min |